# Empetrichthys merriami
Empetrichthys merriami е изчезнал вид лъчеперка от семейство Goodeidae.

## Разпространение
Видът е бил разпространен в Невада, САЩ, но е видян за последно през 1948 г. Смята се, че е изчезнал в началото на 50-те години, вероятно в резултат на съревнование и хищничество от внесени други видове Procambarus clarkii, Gambusia affinis, Poecilia sphenops и Rana catesbeiana.